# Song Sung Blue
"Song Sung Blue" is een nummer van de Amerikaanse zanger-muzikant Neil Diamond. Het nummer verscheen op zijn album Moods uit 1972. Op 28 april van dat jaar werd het nummer eerst in de VS en Canada uitgebracht als de eerste single van het album. In mei volgden Europa, Australië, Nieuw-Zeeland en Japan.

## Achtergrond
"Song Sung Blue" is geschreven door Diamond zelf en geproduceerd door Tom Catalano. Diamond raakte geïnspireerd voor het nummer door het tweede deel van Pianoconcert nr. 21 van Mozart. Hij beschreef het nummer als een "erg eenvoudige boodschap, erg onversierd. Ik schreef niet eens een brug bij het nummer. Ik had niet verwacht dat iemand zo zou reageren op "Song Sung Blue" zoals werd gedaan. Ik vind het gewoon leuk, de boodschap, en de manier waarop zo weinig woorden zoveel konden vertellen."
"Song Sung Blue" was, na "Cracklin' Rosie" uit 1970, de tweede nummer 1-hit van Diamond in de Amerikaanse Billboard Hot 100. Ook bereikte het de eerste plaats in de Adult Contemporary-lijst. Het bereikte de eerste plaats in Nieuw-Zeeland en Zwitserland en werd een top 10-hit in verschillende landen, waaronder Canada, Australië, Duitsland, Zwitserland en Noorwegen. In het Verenigd Koninkrijk bleef de single ietwat achter met een 14e positie in de UK Singles Chart.
In Nederland was de plaat in week 19 van 1972 de 130e Alarmschijf op Radio Veronica en werd een hit. De plaat bereikte de 4e positie in de Veronica Top 40 en de 3e positie in de Daverende Dertig / Hilversum 3 Top 30 op Hilversum 3.
In België bereikte de plaat de 5e positie in de voorloper van de Vlaamse Ultratop 50, de 3e positie in de Vlaamse Radio 2 Top 30 en de 7e positie in de voorloper van de Waalse Ultratop 50.
"Song Sung Blue" werd in 1973 genomineerd voor twee Grammy Awards in de categorieën Record of the Year en Song of the Year, maar verloor in beide categorieën van "The First Time Ever I Saw Your Face" van Roberta Flack. Het nummer is onder anderen gecoverd door Altered Images, Tom Astor, Bobby Darin, Sacha Distel, Val Doonican, Johnny Mathis, The Nolan Sisters, Frank Sinatra en Andy Williams. In 2008 inspireerde de titel van het nummer een documentaire over een Neil Diamond-lookalike die was getrouwd met een Patsy Cline-lookalike.

## Hitnoteringen

### Nederlandse Top 40
| Hitnotering: 13-05-1972 t/m 22-07-1972 | Hitnotering: 13-05-1972 t/m 22-07-1972 | Hitnotering: 13-05-1972 t/m 22-07-1972 | Hitnotering: 13-05-1972 t/m 22-07-1972 | Hitnotering: 13-05-1972 t/m 22-07-1972 | Hitnotering: 13-05-1972 t/m 22-07-1972 | Hitnotering: 13-05-1972 t/m 22-07-1972 | Hitnotering: 13-05-1972 t/m 22-07-1972 | Hitnotering: 13-05-1972 t/m 22-07-1972 | Hitnotering: 13-05-1972 t/m 22-07-1972 | Hitnotering: 13-05-1972 t/m 22-07-1972 | Hitnotering: 13-05-1972 t/m 22-07-1972 | Hitnotering: 13-05-1972 t/m 22-07-1972 |
| Week                                   | 1                                      | 2                                      | 3                                      | 4                                      | 5                                      | 6                                      | 7                                      | 8                                      | 9                                      | 10                                     | 11                                     |                                        |
| -------------------------------------- | -------------------------------------- | -------------------------------------- | -------------------------------------- | -------------------------------------- | -------------------------------------- | -------------------------------------- | -------------------------------------- | -------------------------------------- | -------------------------------------- | -------------------------------------- | -------------------------------------- | -------------------------------------- |
| Positie                                | 19                                     | 8                                      | 6                                      | 4                                      | 4                                      | 7                                      | 9                                      | 14                                     | 22                                     | 26                                     | 36                                     | uit                                    |

### Hilversum 3 Top 30 / Daverende Dertig
| Hitnotering: 13-05-1972 t/m 15-07-1972 | Hitnotering: 13-05-1972 t/m 15-07-1972 | Hitnotering: 13-05-1972 t/m 15-07-1972 | Hitnotering: 13-05-1972 t/m 15-07-1972 | Hitnotering: 13-05-1972 t/m 15-07-1972 | Hitnotering: 13-05-1972 t/m 15-07-1972 | Hitnotering: 13-05-1972 t/m 15-07-1972 | Hitnotering: 13-05-1972 t/m 15-07-1972 | Hitnotering: 13-05-1972 t/m 15-07-1972 | Hitnotering: 13-05-1972 t/m 15-07-1972 | Hitnotering: 13-05-1972 t/m 15-07-1972 | Hitnotering: 13-05-1972 t/m 15-07-1972 |
| Week                                   | 1                                      | 2                                      | 3                                      | 4                                      | 5                                      | 6                                      | 7                                      | 8                                      | 9                                      | 10                                     |                                        |
| -------------------------------------- | -------------------------------------- | -------------------------------------- | -------------------------------------- | -------------------------------------- | -------------------------------------- | -------------------------------------- | -------------------------------------- | -------------------------------------- | -------------------------------------- | -------------------------------------- | -------------------------------------- |
| Positie                                | 25                                     | 7                                      | 5                                      | 5                                      | 3                                      | 6                                      | 8                                      | 10                                     | 14                                     | 25                                     | uit                                    |

### NPO Radio 2 Top 2000
| Nummer met noteringen in de NPO Radio 2 Top 2000 | '99 | '00 | '01 | '02  | '03  | '04  | '05  | '06 | '07  | '08  | '09  | '10  | '11  | '12  | '13  | '14  | '15  | '16  | '17  | '18  | '19  | '20  | '21  | '22  |
| ------------------------------------------------ | --- | --- | --- | ---- | ---- | ---- | ---- | --- | ---- | ---- | ---- | ---- | ---- | ---- | ---- | ---- | ---- | ---- | ---- | ---- | ---- | ---- | ---- | ---- |
| Song Sung Blue                                   | 653 | 895 | 520 | 1112 | 1169 | 1216 | 1226 | 886 | 1047 | 1006 | 1152 | 1212 | 1436 | 1706 | 1547 | 1434 | 1709 | 1715 | 1793 | 1861 | 1721 | 1783 | 1915 | 1942 |

1. ↑  Een vetgedrukt getal geeft de hoogste notering aan.
2. ↑  Deze tabel is bijgewerkt tot en met de laatste editie (2024).

### Evergreen Top 1000
| Evergreen Top 1000 "Song Sung Blue" | Evergreen Top 1000 "Song Sung Blue" | Evergreen Top 1000 "Song Sung Blue" | Evergreen Top 1000 "Song Sung Blue" | Evergreen Top 1000 "Song Sung Blue" | Evergreen Top 1000 "Song Sung Blue" | Evergreen Top 1000 "Song Sung Blue" | Evergreen Top 1000 "Song Sung Blue" | Evergreen Top 1000 "Song Sung Blue" | Evergreen Top 1000 "Song Sung Blue" | Evergreen Top 1000 "Song Sung Blue" | Evergreen Top 1000 "Song Sung Blue" | Evergreen Top 1000 "Song Sung Blue" | Evergreen Top 1000 "Song Sung Blue" | Evergreen Top 1000 "Song Sung Blue" | Evergreen Top 1000 "Song Sung Blue" | Evergreen Top 1000 "Song Sung Blue" |
| Jaar                                | 2008                                | 2009                                | 2010                                | 2011                                | 2012                                | 2013                                | 2014                                | 2015                                | 2016                                | 2017                                | 2018                                | 2019                                | 2020                                | 2021                                | 2022                                | 2023                                |
| ----------------------------------- | ----------------------------------- | ----------------------------------- | ----------------------------------- | ----------------------------------- | ----------------------------------- | ----------------------------------- | ----------------------------------- | ----------------------------------- | ----------------------------------- | ----------------------------------- | ----------------------------------- | ----------------------------------- | ----------------------------------- | ----------------------------------- | ----------------------------------- | ----------------------------------- |
| Positie                             | 625                                 | 902                                 | 889                                 | 889                                 | 20                                  | 266                                 | 218                                 | 369                                 | 234                                 | 372                                 | 186                                 | 196                                 | 188                                 | 145                                 | 145                                 | 172                                 |